# Liechtenstein Museum

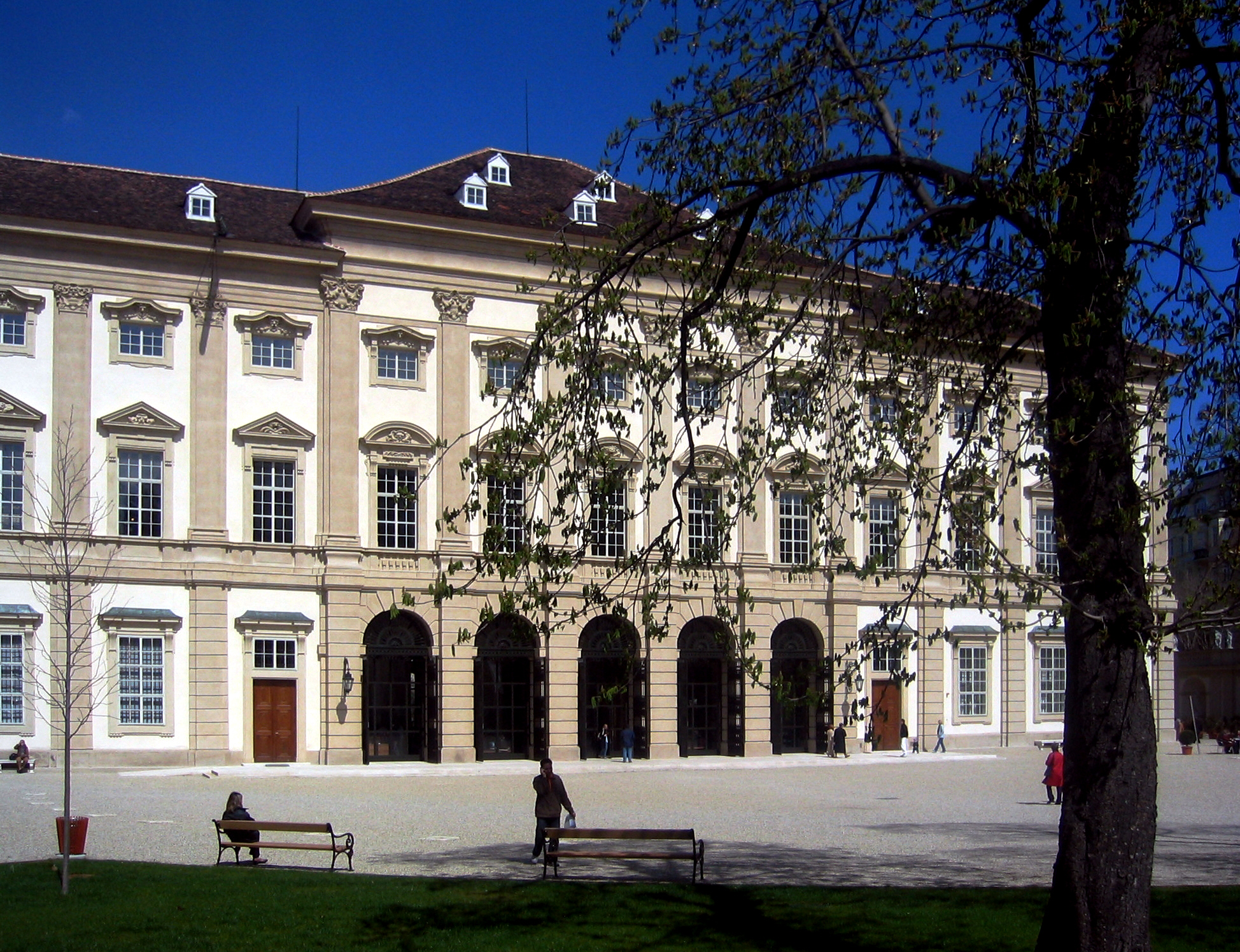
Liechtenstein Museum

Het Liechtenstein Museum is een museum in Wenen, Oostenrijk, vernoemd naar het vorstelijk huis van Liechtenstein, een van de oudste adellijke families van Europa.
Het museum heeft verschillende locaties, waaronder het Liechtenstein Garden Palace in Alsergrund en het Liechtenstein City Palace. Het Garden Palace werd gebouwd door prins Johan Adam Andreas van Liechtenstein, die de opdracht voor het ontwerp en de bouw aan Domenico Egidio Rossi gaf. Het gebouw werd voltooid in 1700.

## Verzameling
Van 1805 tot 1939 viel de privéverzameling van het huis Liechtenstein te bewonderen. Op 29 maart 2004 werd het museum heropend. Het zwaartepunt van de collectie zijn de schilderijen uit de barok. Er hangen werken van onder andere Frans Hals, Gerard Dou en Peter Paul Rubens.

## Galerij

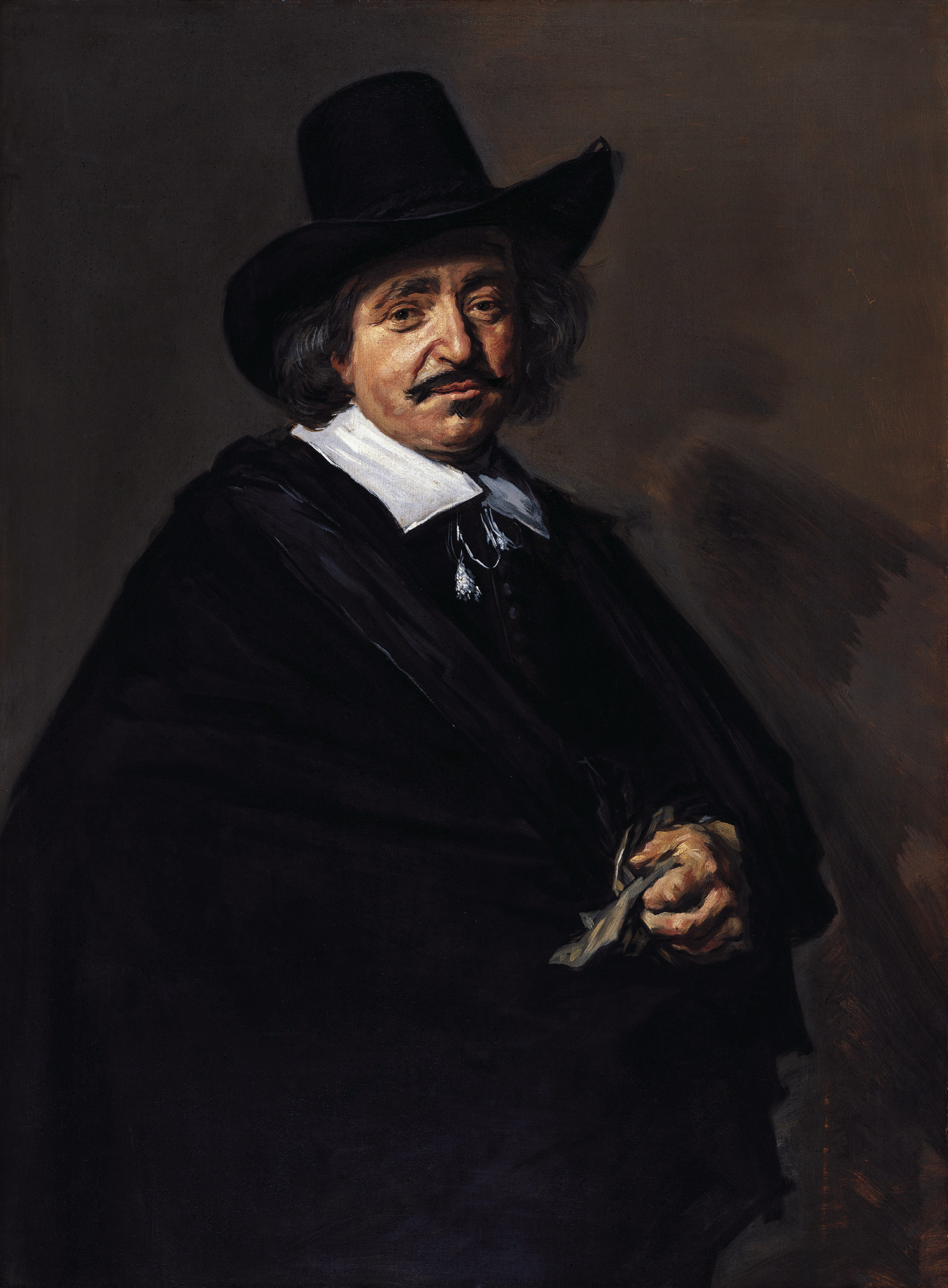
Portret van een man, Frans Hals
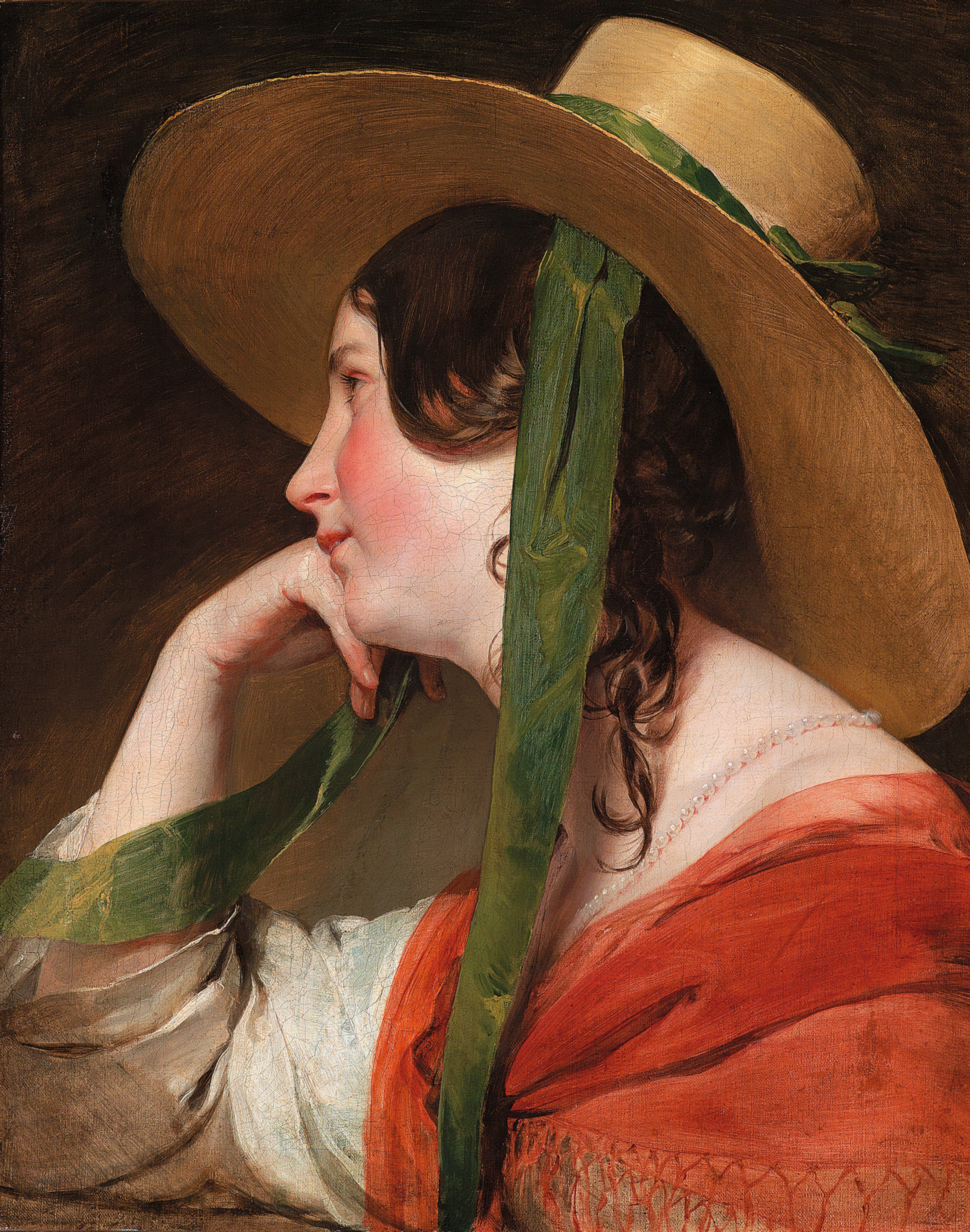
Meisje met strohoed, Friedrich von Amerling
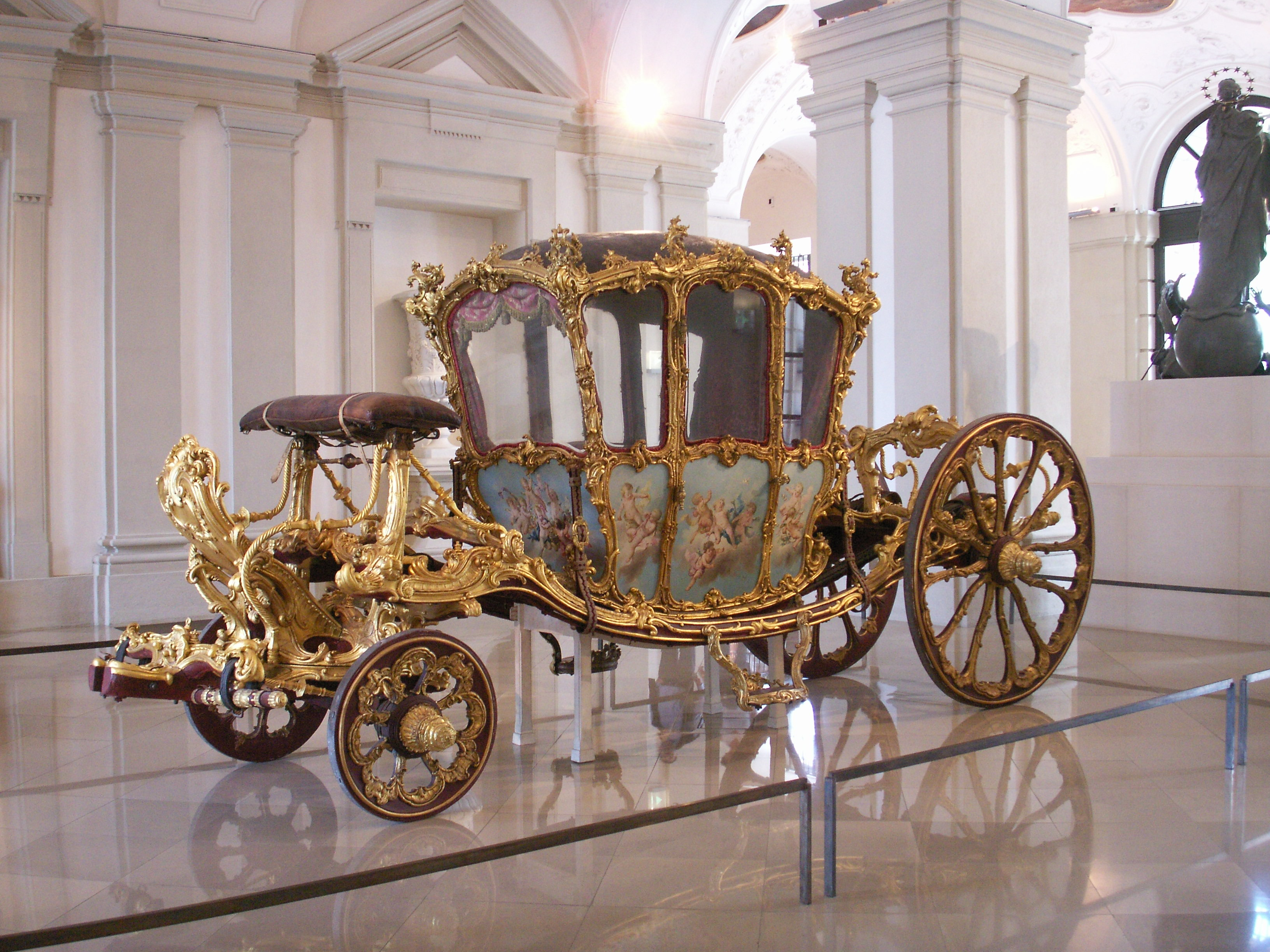
Gouden Koets van Jozef Wenceslaus van Liechtenstein